# Jillian Bell
Jillian Leigh Bell (Las Vegas, 25 april 1984) is een Amerikaanse actrice, komiek en scenarioschrijfster.
Bell is geboren en getogen in Las Vegas. Na haar afstuderen in 2002 aan de Bisschop Gorman High School in Las Vegas, verhuisde ze naar Los Angeles waar ze lid werd van de improvisatietheatergroep The Groundlings. Daarna werkte ze korte tijd als scenarioschrijver voor de comedyshow Saturday Night Live. Ze speelde de rol van Jillian Belk in de sitcom Workaholics en had een terugkerende rol als Dixie in het laatste seizoen van Eastbound & Down. Ook speelde ze de rol van Alice in de komische film Girls Night Out (In sommige landen uitgebracht als Rough Night) en de hoofdrol van Eleanor in de fantasyfilm Godmothered.
In 2010 werd Bell met Saturday Night Live genomineerd voor een Primetime Emmy Award als uitstekend schrijven voor een variëteit, muziek- of comedyserie. Met de rol van Mercedes in de film 22 Jump Street werd ze genomineerd voor een Teen Choice Award in 2014 en MTV Movie & TV Award in 2015 in de categorie beste gevecht. Op het San Diego International Film Festival in 2019 ontving Bell een Fairbanks Award.

## Filmografie

### Film
Exclusief korte films.
- Bridesmaids (2011)
- Love, Gloria (2012)
- The Master (2012)
- 22 Jump Street (2014)
- Inherent Vice (2014)
- Goosebumps (2015)
- The Night Before (2015)
- The Angry Birds Movie (2016)
- Office Christmas Party (2016)
- Fist Fight (2017)
- Girls Night Out (2017)
- Game Over, Man! (2018)
- Brittany Runs a Marathon (2019)
- Sword of Trust (2019)
- Cowboys (2020)
- Bill & Ted Face the Music (2020)
- Godmothered (2020)

### Televisie
- Crossbows & Mustaches (2006)
- Preppy Hippies (2007-2008)
- Worst Week (2009)
- Curb Your Enthusiasm (2009)
- Waiting to Die (2009) (televisiefilm)
- Saturday Night Live (2010) (ook scenarist)
- Franklin & Bash (2011)
- Friends with Benefits (2011)
- Workaholics (2011-2017)
- Workaholics: The Other Cubicle (2012)
- Bro-Dependent (2013)
- RVC: The Lone Shopping Network (2013)
- Partners (2012-2013)
- Eastbound & Down (2013)
- High School USA! (2013)
- To My Future Assistant (2013) (televisiefilm)
- Gravity Falls (2014)
- Idiotsitter (2014-2017) (ook scenarist)
- Lucas Bros Moving Co (2015)
- SuperMansion (2015-2019)
- Portlandia (2016)
- Son of Zorn (2016)
- Dogs in a Park (2017)
- American Dad! (2017-2020)
- Drunk History (2018)
- Mike Tyson Mysteries (2018)
- The News Tank (2018)
- Bob's Burgers (2018-2020)
- Ryan Hansen Solves Crimes on Television (2019)
- Neurotica. (2019)
- Archer (2019)
- Human Discoveries (2019)
- Green Eggs and Ham (2019)
- The Wrong Mans (2019) (televisiefilm)
- Bless the Harts (2019-2021)
- Room 104 (2020)
- The Pole (2021)